# Чарторыйский, Август Александр
Князь Август Александр Чарторыйский (пол. August Aleksander Czartoryski, 9 сентября 1697, Варшава — 4 апреля 1782) — крупный политический деятель Речи Посполитой, генерал-майор коронных войск (1729), воевода русский (1731—1782), генеральный староста земли подольской (1750—1758), староста варшавский, косцежинский, любохневский, калушский и вавольницкий. Дядя короля польского Станислава Августа Понятовского.

## Биография
Из княжеского рода Чарторыйских, Гедиминович. Второй сын подканцлера литовского и каштеляна виленского князя Казимира Чарторыйского (1674—1741) и Изабеллы Эльжбеты Морштын (1671—1756), дочери Яна Анджея Морштына. Старшим братом Августа Александра был Михаил Фредерик, будущий канцлер великий литовский. Его сестра Констанция была матерью короля польского Станислава Августа Понятовского.
Он получил хорошее образование, владел французским языком. В 1713 году был послан вместе со старшим братом в Европу, объездил земли Германии, Франции и Италии, и в итоге осел на Мальте у иоаннитов. Затем он пошёл на службу в австрийский флот и участвовал в кампаниях против турок. У австрийцев Август Александр дослужился до полковника, но в 1720 году решил вернуться на родину.
В 1729 году Август Александр получил под командование полк гвардии пешей коронной, а потом стал генерал-майором. В 1730 году он участвовал в совместных манёврах польских и саксонских войск, устроенных королём Августом Сильным.
В июле 1731 года также завершились успехом нескольколетние старания Августа Александра добиться руки вдовы Станислава Эрнеста Денгофа — Марии Софии, происходившей из знатного рода Сенявских. В результате этого брака Август Александр Чарторыйский стал владельцем огромного состояния, базируясь на котором он смог стать серьёзной политической фигурой. Мария София принесла мужу в качестве приданого Сеняву, Пулавы, Мендзыжец-Подляски, земли у Вилянувского дворца, Столбцы. Брак этот также привёл к развитию Коньсковоли, также бывшей в приданом Марии Софии — Август Александр переселил сюда 300 ткачей из Саксонии, заложив основы местной текстильной промышленности.
В том же году, 11 сентября Август Александр Чарторыйский стал воеводой русским.
Когда после смерти в 1733 году Августа Сильного пришлось выбирать нового короля, Август Александр поддержал Станислава Лещинского. В следующем году он перешёл на сторону саксонского претендента Фридриха Августа.
В 1750—1758 — генерал Подольских земель.
В последующие годы Август Александр продолжал укреплять экономическое могущество своего рода, а также стал одним из основателей «Фамилии». Своего сына Адама Казимира Август Александр готовил к роли будущего короля Польши, однако в результате междуцарствия 1763—1764 годов на трон сел не он, а его племянник Станислав Август Понятовский. Будучи сторонником России, Август Александр получал от российского посольства ежемесячный пенсион в 54 тысячи злотых. 24 июля 1747 года он стал кавалером ордена Андрея Первозванного.
В 1772 году Первый раздел Речи Посполитой привёл к тому, что владения Чарторыйского оказались на территориях нескольких государств, и приносивший 300 тысяч злотых годового дохода Шклов был конфискован российскими властями.
Последним участием Августа Александра в политике были сделанные в 1774 и 1776 годах предложения польской короны австрийскому эрцгерцогу Максимилиану.
После смерти Августа Александра его политическое наследство, «Фамилия», досталось Станиславу Любомирскому и Игнацию Потоцкому, а экономическое, оцениваемое в 100 миллионов злотых — сыну Адаму (60 миллионов) и дочери Изабелле.

## Семья
Август Александр Чарторыйский женился в 1731 году на Марии Софии Сенявской (1698—1771), дочери гетмана великого коронного Адама Николая Сенявского (1666—1726) и Эльжбеты Хелены (урождённой Любомирской) (1669/1670—1729).
Их дети:
- Изабелла (1733—1816), вышла замуж за маршалка великого коронного Станислава Любомирского (1722—1783)
- Адам Казимир (1734—1823);
- Станислав (1740—1747)

## Награды
- Орден Белого Орла (23.07.1731)
- Орден Святого Губерта (1734)
- Военный орден Святого Генриха (1736)
- Орден Святого Андрея Первозванного (24.07.1747)
- Орден Святого Станислава (1765)